# Anssi Rauramo
Anssi Mauno Heikki Rauramo (Lahti, 8 luglio 1952) è un ex cestista e politico finlandese.

## Carriera
Con la Finlandia ha disputato i Campionati europei del 1977.

## Palmarès
- Campionato finlandese: 4

ToPo Helsinki: 1977-78, 1980-81, 1982-83, 1985-86